# Dansk Tyggegummi Fabrik
Dansk Tyggegummi Fabrik A/S blev grundlagt i 1915 under navnet Vejle Caramel- og Tabletfabrik. Grundlæggeren var Holger Sørensen, der tidligere var medejer af fabrikken Brdr. Sørensens Sukkervarefabrik. Det nye firma blev kendt for produkter af høj kvalitet og fik hurtigt en del kunder i Jylland og på Fyn.
Firmaet var de første år en almindelig sukkervarefabrik, der blandt andet fremstillede fløde- og lakridskarameller. Produktionen foregik i gårdbygningen mellem Nørregade 16 og Dæmningen. I 1927 flyttede en del af produktionen til Strandgade 27. Der blev indviet nye fabrikker i 1951 på Enghavevej og i 1972 på Dandyvej i Vejle. 
I 2002 blev det meste af produktionen solgt til det britiske firma Cadbury, som selv blev solgt til det amerikanske fødevarekonglomerat Kraft Foods i 2010. Efter opsplitning af Kraft i to dele tilhører de frasolgte mærker fra 2012 Mondelez International.

## Starten på tyggegummiproduktion
Holger Sørensen var altid interesseret i det nye og det anderledes. Hans fabrik i Nørregade kørte godt men han var altid på udkig efter nye muligheder. På en udstilling i London havde Holger Sørensen set et nyt produkt – tyggegummi og han købte opskriften og begyndte straks at eksperimentere med at lave tyggegummi i sit eget køkken. Efter mange forsøg lykkedes det endeligt og en produktion i mindre omfang begyndte. Det første tyggegummi, der hed Vejle Tyggegummi, blev introduceret til markedet i januar 1927.
Holger Sørensen havde en urokkelig tro på sin nyvundne idé, og fra starten af havde kvalitet top prioritet. Vejle Tyggegummi blev snart et succesfuldt og velkendt produkt, og produktionen steg dag for dag, snart var det tilgængeligt over hele Jylland og Fyn. I 1939 dukkede navnet DANDY op for første gang.
Efter 2. Verdenskrig var råmaterialer rationeret i lang tid, og DANDY kunne derfor ikke producere tyggegummi til trods for en stor efterspørgsel. Dansk Røde Kors indhentede en licens fra det Danske Handelsministerium til produktion af to millioner pakker DANDY tyggegummi, der skulle sælges for at skaffe penge til Røde Kors' humanitære arbejde over hele Europa. Halvdelen af salgsprisen, som var 50 øre pr. pakke tyggegummi, blev doneret til Røde Kors, og kampagnen var en stor succes for begge parter.
DANDY ekspanderede nu med nye produktnavne (DANDY, STIMOROL og Rex) – først i Holland (1959), hvor STIMOROL hurtig blev det førende brand på markedet. Ekspansionen blev også gennemført via samarbejdsaftaler om lokalproduktion i Irak (1966), Nigeria (1969), Tyrkiet (1972) og Zimbabwe (1981).

## I nyere tid
I 1972 åbnede den nuværende fabrik på Dandyvej 19 sine døre for første gang. Herefter begyndte DANDY også at fokusere på private label/private brand tyggegummi og fik sin første private label kunde i Schweiz i 1975 og sin første private brand kunde i 1987. I 1978 købte man brandet for den svenske producent af dental-tyggegummi V6 og det blev indlemmet i DANDY-familien. I 1993 åbnede Østeuropa sine døre, og brandet DIROL blev markedsleder indenfor to år efter introduktionen. Dette førte til en ny tyggegummifabrik i Rusland, der blev åbnet i 1999.
I 2002 blev navnet DANDY og de tilhørende brands (DIROL, STIMOROL og V6) solgt til Cadbury-Schweppes sammen med den nye fabrik i Rusland, en international salgsorganisation og en fabrik i Botswana. Fabrikken i Vejle og de tilhørende B2B aktiviteter forblev og er nu det primære fokus for det nye firma, der fik navnet Gumlink. Gumlink er ejet af Bagger-Sørensen Gruppen, der også ejer søsterselskabet Fertin Pharma. Fertin Pharma specialiserer sig i udvikling og produktion af medicinsk tyggegummi, især nikotintyggegummi.
I 2003 introducerede Gumlink et nyt teknologicenter, kaldet Chew. I 2004 var Chew Tech med til at udvikle en ny type tyggegummi, 2-lags komprimat tyggegummi. Denne type tyggegummi er særdeles god som dispenseringsform for aktive ingredienser såsom vitaminer, mineraler og kosttilskud.
I 2009 indgik Gumlink i et Joint Venture med det tyrkiske selskab Yildiz Holding, der blandt andet ejer brands som Godiva og Ülker. I 2010 indgik Gumlink endnu et Joint Venture, Gum Pharma Pvt. Ltd. i Indien, med Kumar familien, der driver Candico India Ltd., som er blandt Indiens største konfekture producenter.

## Fodnoter
1. ↑  http://www.vejlewiki.dk/index.php?title=Dandy VejleWiki
2. ↑  business.dk Ny russisk Dandy-fabrik taget i brug (besøgt 20.05.13)
3. ↑  borsen.dk Tyggegummifabrik rykker til Tyrkiet Arkiveret 14. marts 2018 hos  Wayback Machine (besøgt 20.05.13)
4. ↑  berlingske.dk Tyggegummi klar til vitaminer (besøgt 20.05.13)